# Gilly Flaherty
Gilly Louise Scarlett Flaherty (* 24. August 1991 in Rotherhithe) ist eine ehemalige englische Fußballspielerin.

## Karriere

### Vereine
Flaherty begann im Alter von neun Jahren bei den im Südosten Londons ansässigen Millwall Lionesses mit dem Fußballspielen. Drei Jahre später war sie Jugendspielerin des FC Arsenal, dem sie ebenfalls drei Jahre lang angehörte. Aus der Jugendmannschaft rückte sie im Alter von 15 Jahren in die erste Mannschaft auf und kam bis Spielzeitende 2010 in der National League, anschließend in der FA Women’s Super League, der seinerzeit unter diesen Namen höchsten Spielklassen im englischen Frauenfußball, zu ihren ersten Punktspielen im Seniorinnenbereich. Am Ende ihrer Premierenspielzeit gelang ihr mit der Mannschaft das Double (Meisterschaft und Vereinspokal). Bis zum Ende ihrer Vereinszugehörigkeit zum Spielzeitende 2013 konnte sie ihre Titelsammlung um drei weitere Meisterschaften und vier Pokalerfolge erweitern. Auf internationaler Ebene hatte sie ihre Premiere im Wettbewerb um UEFA Women’s Cup mit ihrem einzigen Spiel am 11. Oktober 2008 beim 6:0-Sieg über den SV Neulengbach mit Einwechslung für Niamh Fahey ab der 84. Minute. Von 2009 bis 2014 bestritt sie – nunmehr unter der Bezeichnung Champions League – 21 Spiele, in denen ihr zwei Tore gelangen.
Von 2014 bis 2018 spielte sie für den Ligakonkurrenten FC Chelsea. Mit diesem gewann sie zwei Meisterschaften (die Überbrückungssaison 2017 – Übergang von Spielzeit auf Saison – nicht mitgezählt) und erreichte dreimal das Finale um den Vereinspokal. Nur 2016 war sie mit ihrer Mannschaft dem FC Arsenal mit 0:1 unterlegen. Im Wettbewerb der Champions League bestritt sie bei drei aufeinander folgenden Teilnahmen ihrer Mannschaft 13 Spiele, in denen ihr zwei Tore gelangen.
Ihr dritter Verein, im östlichen Stadtteil Londons beheimatet, war West Ham United, der das erste Mal in der höchsten Spielklasse vertreten war. Für diesen war Flaherty bis zum Saisonende 2021/22 aktiv und erreichte in ihrer Premierensaison mit dem Verein das Pokalfinale, das gegen Manchester City mit 0:3 verloren wurde.
Ihre letzten acht Punktspiele in der höchsten Spielklasse bestritt sie vom 18. September (2. Spieltag) bis zum 4. Dezember 2022 (9. Spieltag) für den FC Liverpool; ihr letztes Pflichtspiel erfolgte am 7. Dezember 2022 bei der 0:2-Niederlage im Heimspiel gegen Manchester City im Wettbewerb um den FA Women's League Cup. Der Verlust ihres Vaters führte zur Entscheidung ihre Spielerkarriere im Alter von 31 Jahren zu beenden.

### Nationalmannschaft
Flaherty debütierte als Nationalspielerin für den FA in der U17-Nationalmannschaft und kam lediglich in den drei Spielen der Gruppe A der zweiten Qualifikationsrunde für die angestrebte Teilnahme an der vom 4. bis zum 16. Mai 2008 in der Türkei anstehenden und altersbezogenen Europameisterschaft zum Einsatz (4:0 vs. Tschechien, 3:1 vs. Belgien (erstes Länderspieltor mit dem 1:0 in der 20. Minute), 0:0 vs. Niederlande am 25., 27. und 30. März 2008).
Für die U19-Nationalmannschaft kam sie in allen drei Spielen der Gruppe B der zweiten Qualifikationsrunde für die angestrebte Teilnahme an der vom 7. bis zum 19. Juli 2008 in Frankreich anstehenden und altersbezogenen Europameisterschaft zum Einsatz (7:0 vs. Polen, 4:0 vs. Belgien, 1:0 vs. Island am 24., 26. und 29. April 2008). Für die das Turnier mit ihrer Mannschaft qualifiziert, wurde sie in allen drei Spielen der Gruppe B eingesetzt; als Gruppendritter war das Turnier jedoch für sie und ihre Mannschaft vorzeitig beendet. Für das Turnier 2009 bestritt sie alle drei Spiele der Gruppe F der zweiten Qualifikationsrunde (4:0 vs. Ungarn; Torschützin zum Endstand in der 84. Minute, 3:0 vs. Spanien und Finnlands am 23., 25. und 28. April 2009) sowie alle drei Spiele der Gruppe B und beide Spiele der Finalrunde, die mit dem Titel nach dem 2:0-Sieg über die U19-Nationalmannschaft Schwedens im Finale belohnt wurde. Für das Turnier 2010 in Nordmazedonien wurde sie zuvor in drei Spielen der ersten und in zwei Spielen der zweiten Qualifikationsrunde berücksichtigt (Torschützin zum 3:0-Endstand vs. Irland in der 66. Minute) wie auch im Turnier selbst in fünf Spielen (drei Gruppenspiele und zwei in der Finalrunde). Der Titelgewinn wurde mit der 1:2-Finalniederlage am 5. Juni 2010 gegen die U19-Nationalmannschaft Frankreichs verpasst. Im Wettbewerb der U20-Weltmeiststerschaft in Deutschland bestritt sie für die U20-Nationalmannschaft die letzten beiden Spiele der Gruppe C (0:1 vs. Mexiko, 1:3 vs. Japan am 17. und 21. Juli 2010).
Ihr nächstes Länderspiel erfolgte fünf Jahre später, als sie  in der A-Nationalmannschaft debütierte. Am 23. Oktober 2015 kam sie in Chongqing in einem vom CFA organisierten internationalen Turnier bei der 1:2-Niederlage gegen die Nationalmannschaft Chinas zum Einsatz, wie auch vier Tage später beim 1:0-Sieg über die Nationalmannschaft Australiens. Am 26. November 2015 bestritt sie in Duisburg ihr erstes in Freundschaft ausgetragenes Länderspiel, das torlos gegen die Nationalmannschaft Deutschlands endete.
Bei der Teilnahme ihrer Mannschaft am Turnier um den SheBelieves Cup 2016 in den Vereinigten Staaten wurde sie in den ersten beiden Spielen (0:1 vs. USA, 1:2 vs. Deutschland am 4. und 6. März) berücksichtigt. Im Spiel gegen die Nationalmannschaft Deutschlands unterlief ihr mit dem Treffer zum 1:1 in der 76. Minute ein Eigentor. Am 15. und 20. September 2016 bestritt sie mit den letzten beiden Spielen der EM-Qualifikationsgruppe 7 ihre ersten beiden Länderspiele dieser Art. Mit den am 29. November 2016 und am 24. Januar 2017 gegen die Nationalmannschaft der Niederlande und gegen die Nationalmannschaft Schwedens ausgetragenen und mit 1:0 in Tilburg und mit 0:0 in San Pedro del Pinatar beendeten Freundschaftsspielen, endete auch ihre A-Länderspielkarriere.

## Erfolge
Nationalmannschaft
- U19-Europameister 2019

FC Arsenal
- UEFA Women’s Cup-Sieger 2007 (ohne Einsatz)
- Englischer Meister 2007, 2008, 2009, 2010
- Englischer Pokal-Sieger 2007, 2008, 2009, 2011, 2013

FC Chelsea
- Englischer Meister 2015, 2018
- Englischer Pokal-Sieger 2015, 2018, -Finalist 2016

West Ham United
- Englischer Pokal-Finalist 2019

## Sonstiges
- Flaherty erzielte das erste Tor der neu gegründeten Women's Super League. Zum Saisonstart am 13. April 2011 gelang ihr im Stadtderby beim FC Chelsea das 1:0-Siegtor in der 33. Minute.[9]
- Mit ihrem Einsatz am 4. Dezember 2022 (9. Spieltag) beim 2:0-Sieg im Heimspiel gegen West Ham United bestritt sie ihr 177. Punktspiel in der Women's Super League, das gegenwärtig als Rekord Bestand hat.[4]
- Am 5. Dezember 2024 wurde sie gemeinsam mit den Spielerinnen Steph Houghton, Alex Scott und der Schiedsrichterin Rebecca Welch in die WSL Hall of Fame aufgenommen.[10]

## Anmerkung / Einzelnachweise
1. ↑  Statistik ab 2011 mit Beginn der WSL
2. ↑  Flahertys erstes internationales Vereinsspiel auf weltfussball.de
3. ↑  Flahertys letzten zehn Karriere-Einsätze auf soccerdonna.de
4. 1 2  Gilly Flaherty: England and Liverpool defender announces retirement auf bbc.com
5. ↑  Flahertys ersten drei A-Länderspiele auf weltfussball.de
6. ↑  Flahertys A-Länderspiel-Eigentor auf dfb.de
7. ↑  Flahertys ersten beiden EM-Qualifikationsspiele auf weltfussball.de
8. ↑  Flaherty vorletztes und letztes A-Länderspiel auf soccerway.com
9. ↑  Flahertys WSL-Premierentor auf soccerway.com
10. ↑  Houghton, Scott, Flaherty and Welch inducted into WSL Hall of Fame auf bbc.com

| Personendaten    | Personendaten                                        |
| ---------------- | ---------------------------------------------------- |
| NAME             | Flaherty, Gilly                                      |
| ALTERNATIVNAMEN  | Flaherty, Gilly Louise Scarlett (vollständiger Name) |
| KURZBESCHREIBUNG | englische Fußballspielerin                           |
| GEBURTSDATUM     | 24. August 1991                                      |
| GEBURTSORT       | Rotherhithe, England                                 |